# Campeonato Piauiense 2023
In 2023 werd het 82ste Campeonato Piauiense gespeeld voor voetbalclubs uit de Braziliaanse staat Piauí. De competitie werd georganiseerd door de FFP en werd gespeeld van 7 januari tot 15 april. Ríver werd kampioen.

## Eerste fase
| Plaats | Club           | Wed. | W | G | V  | Saldo | Ptn. |
| ------ | -------------- | ---- | - | - | -- | ----- | ---- |
| 1.     | Ríver          | 14   | 9 | 4 | 1  | 29:11 | 31   |
| 2.     | Fluminense     | 14   | 9 | 4 | 1  | 24:9  | 31   |
| 3.     | Altos          | 14   | 7 | 4 | 3  | 21:10 | 25   |
| 4.     | Parnahyba      | 14   | 4 | 8 | 2  | 17:11 | 20   |
| 5.     | 4 de Julho     | 14   | 4 | 4 | 6  | 14:14 | 16   |
| 6.     | Cori-Sabbá(1)  | 14   | 4 | 4 | 6  | 20:18 | 13   |
| 7.     | Comercial (2)  | 14   | 5 | 0 | 9  | 13:23 | 12   |
| 8.     | Ferroviário(3) | 14   | 0 | 0 | 14 | 0:42  | 0    |

(1): Cori-Sabbá kreeg drie strafpunten voor het opstellen van een niet-speelgerechtigde speler 

(2): Comercial kreeg drie strafpunten voor het opstellen van een niet-speelgerechtigde speler 

(3): Ferroviário trok zich eind december terug voor de competitiestart, alle wedstrijden werden als een 0-3 nederlaag aangerekend. 
|  | Geplaatst voor tweede fase |
|  | Degradatie                 |

## Tweede fase
In geval van gelijkspel wint de club met het beste resultaat in de eerste fase.
|  | halve finale | halve finale | halve finale | halve finale |  |            | finale | finale | finale | finale |
|  |              |              |              |              |  |            |        |        |        |        |
|  |              |              |              |              |  |            |        |        |        |        |
|  | Ríver        | 2            | 0            | 2            |  |            |        |        |        |        |
|  | Parnahyba    | 0            | 0            | 0            |  |            |        |        |        |        |
|  |              |              |              |              |  | Ríver      | 0      | 1      | 1      |        |
|  |              |              |              |              |  | Fluminense | 1      | 0      | 1      |        |
|  | Fluminense   | 0            | 2            | 2            |  |            |        |        |        |        |
|  | Altos        | 1            | 1            | 2            |  |            |        |        |        |        |

## Totaalstand
| Plaats | Club        | Wed. | W  | G | V  | Saldo | Ptn. |
| ------ | ----------- | ---- | -- | - | -- | ----- | ---- |
| 1.     | Ríver       | 18   | 11 | 5 | 2  | 32:12 | 38   |
| 2.     | Fluminense  | 18   | 11 | 4 | 3  | 27:12 | 37   |
| 3.     | Altos       | 16   | 8  | 4 | 4  | 23:12 | 28   |
| 4.     | Parnahyba   | 16   | 4  | 9 | 3  | 17:13 | 21   |
| 5.     | 4 de Julho  | 14   | 4  | 4 | 6  | 14:14 | 16   |
| 6.     | Cori-Sabbá  | 14   | 4  | 4 | 6  | 20:18 | 13   |
| 7.     | Comercial   | 14   | 5  | 0 | 9  | 13:23 | 12   |
| 8.     | Ferroviário | 14   | 0  | 0 | 14 | 0:42  | 0    |

|  | Kampioen, geplaatst voor Copa do Brasil 2024, Copa do Nordeste 2024 en Série D 2024 |
|  | vicekampioen, geplaatst voor Copa do Brasil 2024 en Série D 2024                    |
|  | Uitgeschakeld in halve finale                                                       |
|  | Degradatie                                                                          |

### Kampioen
| Campeonato Piauiense de 2023 |
| Piaui                        |
| ---------------------------- |
| RÍVER Kampioen (32° titel)   |

1941 · 1942 · 1943 · 1944 · 1945 · 1946 · 1947 · 1948 · 1949 · 1950 · 1951 · 1952 · 1953 · 1954 · 1955 · 1956 · 1957 · 1958 · 1959 · 1960 · 1961 · 1962 · 1963 · 1964 · 1965 · 1966 · 1967 · 1968 · 1969 · 1970 · 1971 · 1972 · 1973 · 1974 · 1975 · 1976 · 1977 · 1978 · 1979 · 1980 · 1981 · 1982 · 1983 · 1984 · 1985 · 1986 · 1987 · 1988 · 1989 · 1990 · 1991 · 1992 · 1993 · 1994 · 1995 · 1996 · 1997 · 1998 · 1999 · 2000 · 2001 · 2002 · 2003 · 2004 · 2005 · 2006 · 2007 · 2008 · 2009 · 2010 · 2011 · 2012 · 2013 · 2014 · 2015 · 2016 · 2017 · 2018 · 2019 · 2020 · 2021 · 2022 · 2023 · 2024